# Bibio piceus
Bibio piceus är en tvåvingeart som beskrevs av Luigi Bellardi 1859. Bibio piceus ingår i släktet Bibio och familjen hårmyggor. Inga underarter finns listade i Catalogue of Life.